# Казаченский сельский совет
Казаченский сельский совет (укр. Козаченська сільська рада) — входит в состав
Путивльского района
Сумской области
Украины.
Административный центр сельского совета находится в 
с. Казачье
.

## Населённые пункты совета
- с. Казачье
- с. Малушино
- с. Семейкино